# Église Saint-Pierre de Naujan-et-Postiac
Pour les articles homonymes, voir Église Saint-Pierre.
L'église Saint-Pierre est une église catholique située dans la commune de Naujan-et-Postiac, dans le département de la Gironde, en France.

## Localisation
L'église se trouve au cœur du bourg.

## Historique
L'édifice, dont la construction originelle, romane, remonte au XIIe siècle, a été agrandi au XVIe siècle par l'ajout de deux chapelles formant transept et au XIXe siècle par la transformation desdites chapelles en collatéraux ; il est inscrit au titre des monuments historiques par arrêté du 13 février 2001 pour son décor intérieur qui date du XIXe siècle.

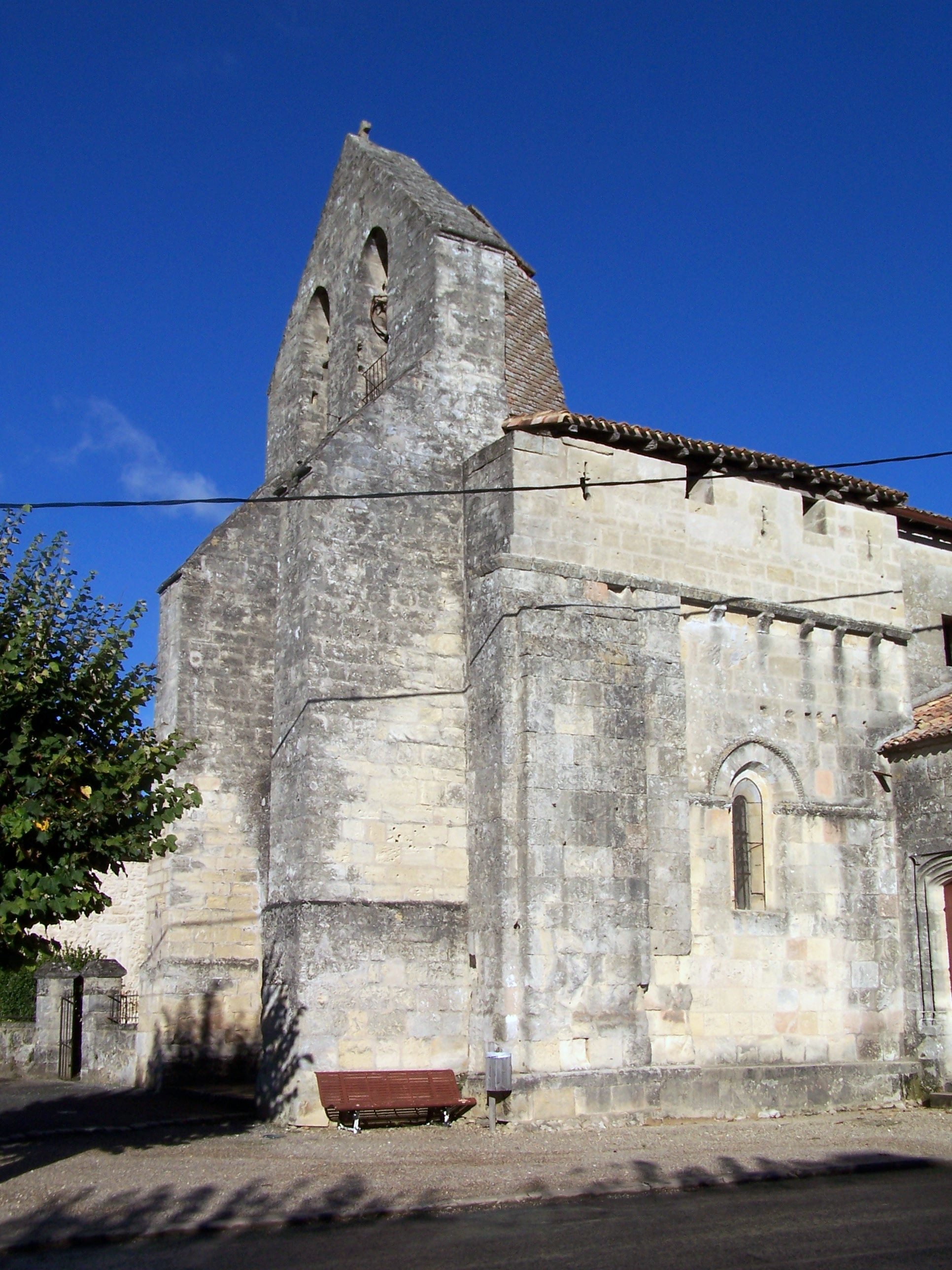
Vue sud-ouest (oct. 2012)
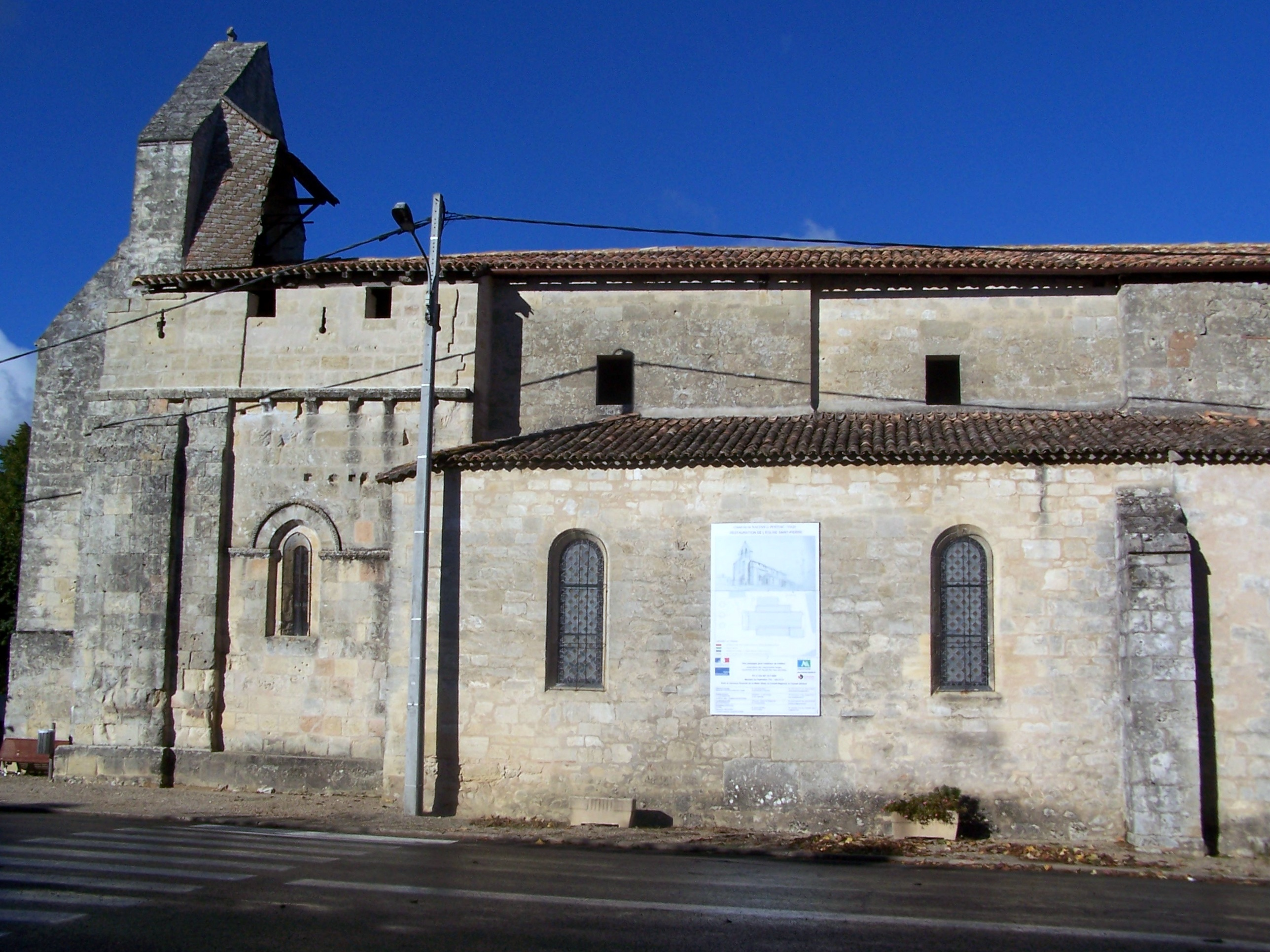
Vue sud (oct. 2012)
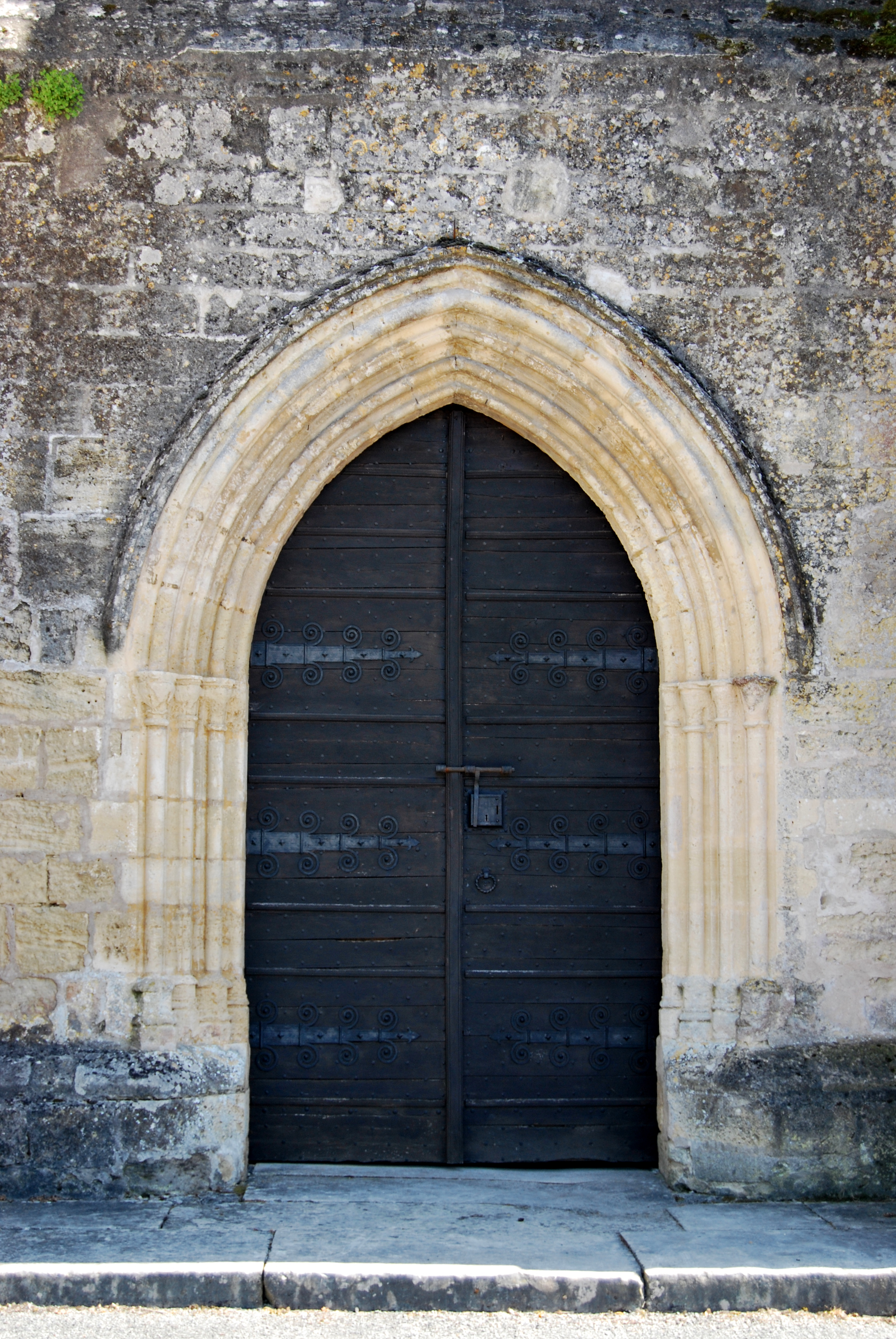
Le portail (avr. 2015)
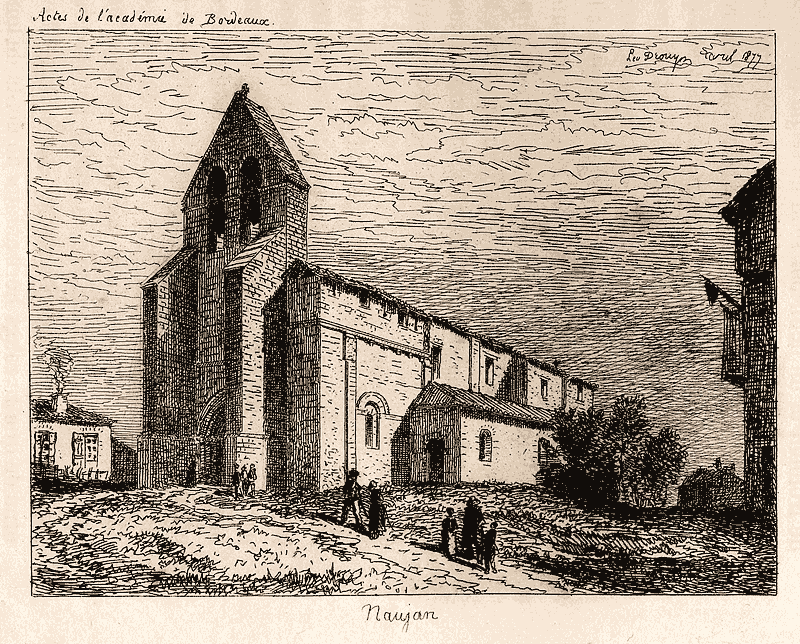
L'église, dessin de Léo Drouyn (1877)

Sur le murs sud de l'église se trouvent les vestiges de plusieurs cadrans canoniaux :

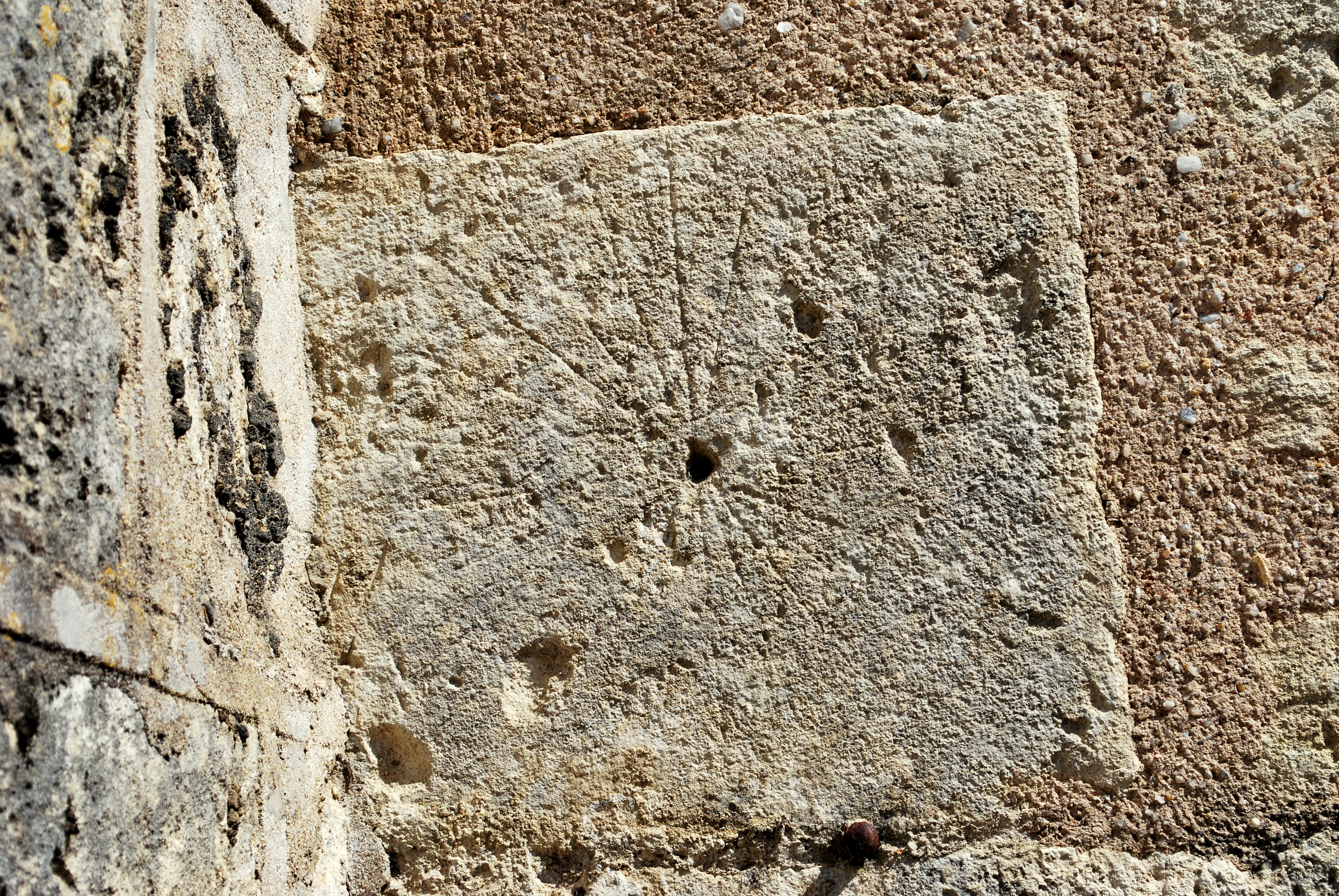
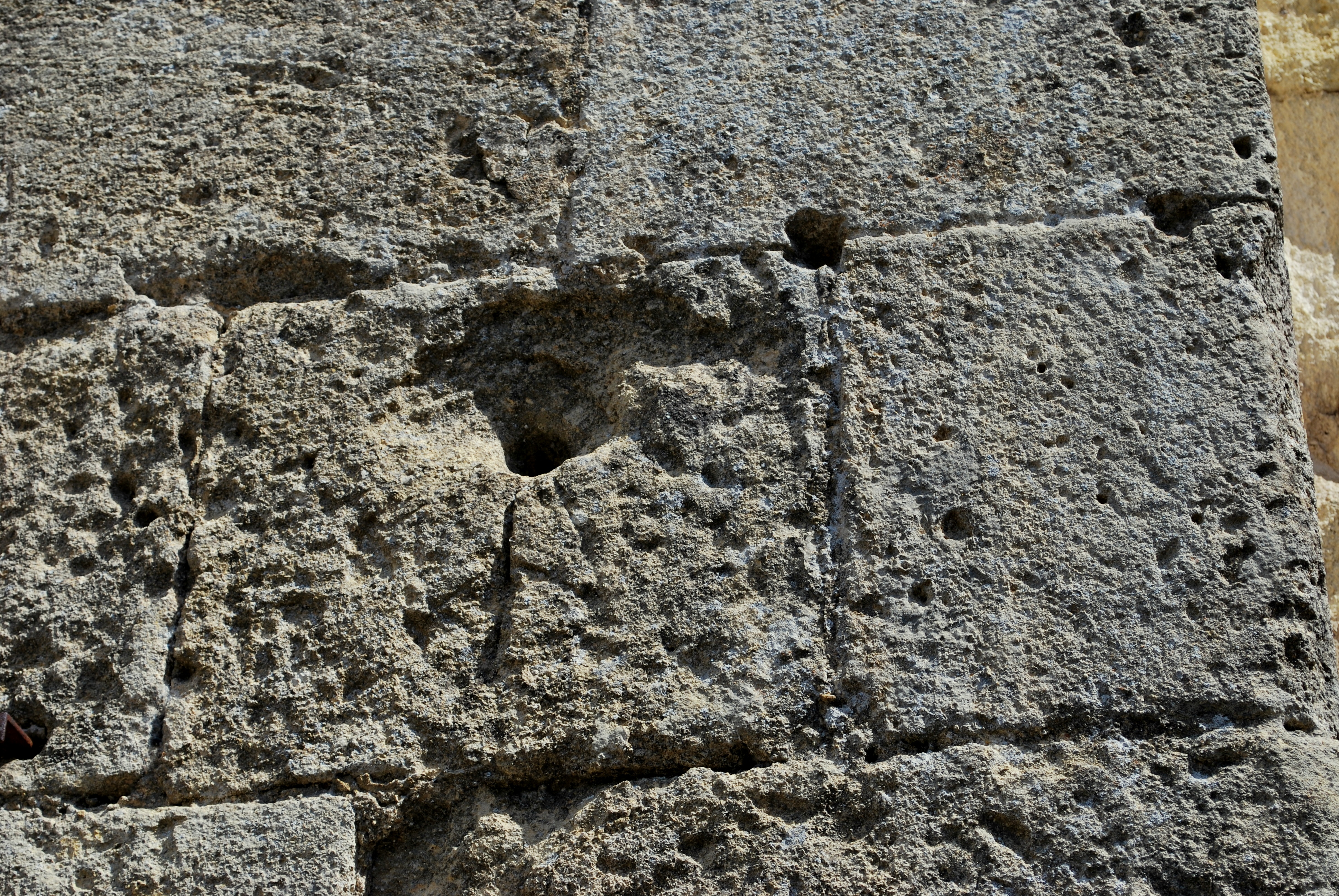
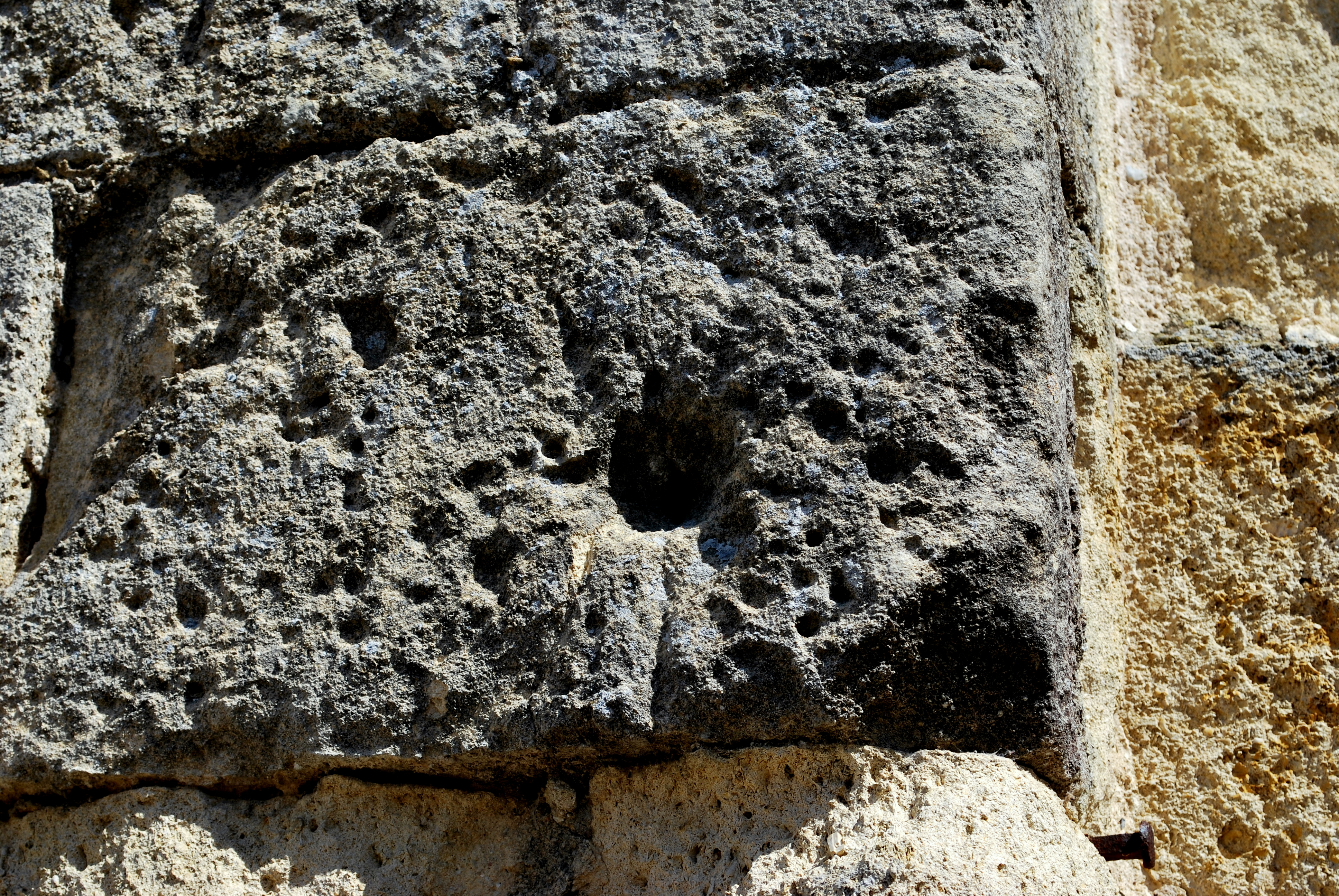